# الجدول الزمني البهائي
فيما يلي جدول زمني أساسي للديانتين البابية والبهائية مع التركيز على التواريخ المعروفة نسبيًا. للحصول على تسلسل زمني أكثر شمولاً، راجع المراجع في الأسفل.

## 1795
- (1210هـ) أسس الشيخ أحمد المذهب الشيخي.[1]

## 1817
- 12 نوفمبر / 2 محرم 1233 هـ. ولادة بهاءالله. انظر أيضًا أعياد الميلاد المقدسة التوأم.

## 1819
- 20 أكتوبر / 1 محرم 1235 هـ. ولادة الباب. انظر أيضًا أعياد الميلاد المقدسة التوأم.

## 1826
- وفاة الشيخ أحمد وتعيين السيد كاظم زعيماً للطريقة الشيخية.

## 1828
- وفاة ميرزا محمد رضا، والد حضرة الباب. يتم وضع حضرة الباب في رعاية خاله الحاج ميرزا سيد علي

## 1835
- 24 سبتمبر - 22 أكتوبر، تزوج حضرة بهاءالله من نواب.

## 1843
- وفاة السيد كاظم. قبل وفاته، أمر طلابه، ومن بينهم الملا حسين، بالبحث عن الموعود، المهدي.

## 1844 م / 1 ت.ب
- يرجع تاريخ أول تجربة دينية للباب، والتي شهدتها زوجته، إلى حوالي مساء يوم 3 أبريل.[2]
- (1260 هـ)، مساء 22 مايو، يعلن الباب رسالته إلى الملا حسين في شيراز بإيران.
- 22-23 مايو، بين عشية وضحاها، ولد عبد البهاء لنواب وبهاءالله.
- بحلول أواخر سبتمبر، قبل بهاء الله الدين البابي.[3]

## 1845 م / 2 ت.ب
- سبتمبر، فرضت القيود على حركة الباب في شيراز بعد أن أعلن نفسه المهدي علناً.
- بدأت التقارير الحكومية تغطيتها في الغرب بذكر اعتقال وسجن الملا علي بسطامي، وهو من أتباع الديانة البابية. نُشر التقرير في صحيفة التايمز اللندنية في الأول من نوفمبر/تشرين الثاني، ثم نُشر عدة مرات بعد ذلك.[4]

## 1846 / 3 ت.ب
- بهية خانوم هي ابنة نواب وبهاءالله.
- في سبتمبر، غادر الباب شيراز إلى أصفهان.[5]

## 1847 / 4 ت.ب
- يوليو، سُجن الباب في ماكو وكتب البيان.[5]

## 1848 / 5 ت.ب
- ولد ميرزا مهدي لنواب وحضرة بهاءالله.
- ولدت منيرة خانم، زوجة عبد البهاء، في أصفهان لعائلة بابية بارزة في المدينة.
- في 20 مارس، زار الملا حسين حضرة الباب في ماكو
- 10 أبريل، تم نقل الباب إلى سجن چهريق، بسبب نفوذه المتزايد في ماكو. وقد ظل محتجزا هناك إلى حد كبير حتى أيام قليلة قبل إعدامه.
- في شهري يونيو ويوليو، انعقد مؤتمر بادشت.[6]
- في شهر يوليو، أثناء الاستجواب العلني في تبريز، يصدر الباب إعلانًا عامًا مثيرًا. وقد عاد إلى شيهريق.
- 21 يوليو، رفع الملا حسين الراية السوداء وسار مع 202 بابيًا آخرين إلى مشهد.
- 10 أكتوبر، تم حصار الملا حسين ومجموعة من البابيين الآخرين في حصن طبرسي.
- 20 أكتوبر، القدوس يصل إلى حصن الطبرسي.

## 1849 م / 6 ت.ب
- حضرة بهاءالله يتزوج فاطمة في طهران.
- 2 فبراير، استشهاد الملا حسين في معركة الحصن بضريح الشيخ الطبرسي.
- 10 مايو، انتهت معركة حصن طبرسي بعد استسلام تفاوضي وعد فيه المنتصرون بالسماح للبابيين بالرحيل. وبعد ذلك مباشرة، ينقض المنتصرون قسمهم ويقتلون العديد من المدافعين.
- 16 مايو، تعرض قدوس للتعذيب وأُعدم.

## 1850 م / 7 ت.ب
- 9 يوليو، تم إعدام الباب علناً في تبريز.
- تصل التغطية الصحفية المختصرة للدين البابي إلى العديد من الصحف في بريطانيا والولايات المتحدة في الخريف.[7]

## 1851 م / 7-8 ت.ب
أرسل الدكتور القس أوستن رايت مواد عن الباب ورسالة/ورقة حول الأحداث المتعلقة بالدين إلى الجمعية الشرقية الأمريكية - وكتب الرسالة في فبراير 1851 ونشرت في يونيو. وقد تم نشر الرسالة/الورقة في شهر يونيو في إحدى صحف فيرمونت أيضًا. وقد تُرجم بعضه أيضًا إلى الألمانية بواسطة مشرفه القس جاستن بيركنز، وكان يُعتقد لسنوات عديدة أنه لم يُنشر باللغة الإنجليزية على الرغم من تسمية رايت في صيغته الألمانية كأول شخص يكتب بحثًا عن فترة البابية البهائية.:pp.10,73

## 1852 م / 9 ت.ب
- في 15 أغسطس، قام البابيون الغاضبون (بمحض إرادتهم) بمحاولة فاشلة لقتل ناصر الدين شاه، الذي رد بسجن بهاء الله وإعدام عدة آلاف من البابيين، بما في ذلك الطاهرة والسيد حسين اليزدي.[11][12][13]
- في الفترة من سبتمبر إلى ديسمبر، بينما كان مسجونًا لمدة أربعة أشهر في سجن سياه شال [الإنجليزية] في طهران، تلقى بهاء الله أولى الإشارات بأنه هو الموعود الذي تنبأ به الباب.

## 1853 / 9 ت.ب
- 12 يناير، تم نفي بهاء الله من طهران إلى بغداد.
- ولد ميرزا محمد علي لفاطمة وحضرة بهاءالله في بغداد.

## 1854 / 11 ت.ب
- 10 أبريل، يتوجه بهاء الله إلى جبال السليمانية في كردستان بسبب تصاعد التوترات بينه وبين ميرزا يحيى.
- نشر هنري آرون ستيرن [الإنجليزية] (1820-1885) كتابًا يذكر فيه "بابا الاشتراكي الفارسي" لبضع صفحات.[10][14]:pp.14–15

## 1856 / 13 ت.ب
- بعد اكتشافه في كردستان، عاد بهاءالله إلى بغداد، بناءً على طلب عبد البهاء.
- نشرت ماري شيل والسير جاستن شيل [الإنجليزية] كتاب لمحات عن الحياة والأخلاق في بلاد فارس والذي يحتوي على قسم عن البابية يتكون من حوالي 14 صفحة.[10][15]:pp.5,8,15

## 1857 / 14 ت.ب
- الكلمات الخفية والوديان الأربعة من تأليف حضرة بهاءالله

## 1860 / 17 ت.ب
- الوديان السبعة من تأليف حضرة بهاءالله

## 1861 / 18 ت.ب
- كتاب الإيقان كتب في أواخر عام 1861 أو أوائل عام 1862 في يومين وليلتين

## 1862 / 19 ت.ب
- 10 مايو، يطلب السفير الفارسي من العثمانيين نقل البابيين إلى مكان أبعد عن بلاد فارس.

## 1863 / 20 ت.ب
- 21 أبريل، أعلن بهاء الله نفسه بأنه هو الذي سيجعله الله ظاهراً في حديقة الرضوان في بغداد عشية نفيه إلى القسطنطينية (إسطنبول). (13 جلال 20 به)
- 12 ديسمبر، تم نفي بهاء الله إلى الحبس الرسمي في أدرنة (أدرنة) بعد أربعة أشهر في القسطنطينية. (١ مسائل ٢٠ ب)

## 1865 / 22 ت.ب
- لوح أحمد [الإنجليزية] كتبه حضرة بهاءالله
- نشر آرثر دي جوبينو كتابًا يصف الديانة البابية باللغة الفرنسية.

## 1867 / 24 ت.ب
- في 16 مارس 1867، تقدم البهائيون في بغداد بطلب إلى الكونجرس الأمريكي للمساعدة في إطلاق سراح بهاء الله والمساعدة للبهائيين بشكل عام.[16]
- يبدأ بهاءالله كتابة وإرسال ألواحه إلى الملوك.

## 1868 / 25 ت.ب
- 5 أغسطس، تم إرسال بهاءالله ومجموعة كبيرة من أتباعه من أدرنة إلى مستعمرة عكا الجزائية، فلسطين (الآن عكا، إسرائيل).
- 31 أغسطس، وصول حضرة بهاءالله إلى عكا.

## 1869 / 26 ت.ب
- يرسل بهاءالله رسالة إلى شاه بلاد فارس، ناصر الدين شاه، ويُحكم على الرسول، بديع، بالموت.

## 1870 / 27 ت.ب
- 23 يونيو، توفي ميرزا مهدي بعد سقوطه من نافذة السقف.

## 1873 / 30 ت.ب
- بهاءالله يكتب كتاب الأقدس.

## 1886 / 43 ت.ب
- يموت نواب.
- يكتب عبد البهاء النص العربي الأصلي لكتاب "سرد المسافر" والذي تمت ترجمته ونشره لاحقًا في عام 1891.

## 1889 / 46 ت.ب
- 25 فبراير، ذكر إي جي براون الدين البهائي كجزء من سلسلة من المحادثات والأوراق الأكاديمية حتى عام 1889 في إنجلترا.

## 1890 / 47 ت.ب
أجرى إي جي براون، المستشرق الشهير من كامبريدج، مقابلة مع حضرة بهاءالله وكان ضيفه في البهجة من 15 أبريل إلى 20 أبريل 1890. وكان براون هو الغربي الوحيد الذي التقى بهاء الله وترك له رواية عن تجربته. في كتاب براون الصادر عام 1893 تحت عنوان عام بين الفرس، كتب صورة متعاطفة للمجتمع الفارسي. وبعد وفاته في عام 1926 أعيد طبع الكتاب وأصبح من الكلاسيكيات في أدب الرحلات الإنجليزي. وصف براون بهاء الله قائلاً: «وجه من نظرت إليه، لا يمكنني أن أنساه أبدًا، على الرغم من أنني لا أستطيع وصفه. بدت تلك العيون الثاقبة وكأنها تقرأ روح المرء ذاتها؛ جلست القوة والسلطة على ذلك الجبين الواسع... لا داعي للسؤال في حضرة من وقفت، وأنا انحني أمام من هو موضوع إخلاص وحب قد يحسده الملوك ويتنهد الأباطرة من أجله عبثًا...»

## 1892 / 49 ت.ب
29 مايو، توفي بهاءالله، وتم وضع رفاته في ضريح مخصص له بجوار قصر البهجة حيث قضى سنواته الأخيرة. وفي وصيته عيّن عبد البهاء خليفته ورئيسًا للدين البهائي.

## 1893 / 50 ت.ب
- 23 سبتمبر، تم ذكر الدين البهائي علنًا لأول مرة في أمريكا في خطاب ألقاه الدكتور هنري إتش جيسوب في البرلمان العالمي للأديان في شيكاغو.

## 1894 / 51 ت.ب
- ثورنتون تشيس هو الأول من بين خمسة بهائيين في الولايات المتحدة هذا العام

## 1897 / 54 ت.ب
- 1 مارس، ولادة شوقي أفندي، حفيد حضرة بهاءالله.

## 1898 / 55 ت.ب
- يصل الحجاج الغربيون الأوائل إلى عكا، ومن بينهم فيبي هيرست وأول مؤمن أمريكي من أصل أفريقي، روبرت تيرنر.

## 1900 / 58 ت.ب
سارة فارمر، مؤسسة مدرسة جرين آكر البهائية، تلتقي بعبد البهاء وتحوله.

## 1901 / 59 ت.ب
- وضع حجر الأساس لأول دار عبادة بهائية في عشق آباد، تركمانستان.
- توماس بريكويل يصبح أول رجل بهائي إنجليزي.[18]
- أقيمت المحاضرات الأولى حول الدين في غرين أكر.

## 1903 / 60 ت.ب
- تم قتل أكثر من 100 بهائي في أول اضطهاد كبير للبهائيين في القرن العشرين في يزد بإيران.

## 1908 / 65 ت.ب
- سبتمبر، تم إطلاق سراح عبد البهاء بعد حياة كاملة من المنفى والسجن في سن 64 عامًا.

## 1909 / 66 ت.ب
- 21 مارس، تم دفن رفات الباب في مرقد الباب بعد 59 عامًا من الاختباء.

## 1910 / 67 ت.ب
- أغسطس عبد البهاء يصل إلى مصر. انظر رحلات عبد البهاء إلى الغرب
- ماري ماكسويل، التي عُرفت فيما بعد باسم روحييه خانوم، ولدت في مدينة نيويورك

## 1911 / 68 ت.ب
- في الفترة من أغسطس إلى ديسمبر، يسافر عبد البهاء عبر أوروبا لزيارة مدن مثل لندن، وبريستول، وباريس. انظر رحلات عبد البهاء إلى الغرب
- 10 سبتمبر، عبد البهاء يلقي خطابه الأول أمام جمهور غربي في سيتي تمبل، لندن. الترجمة الإنجليزية التي تحدث بها ويليسلي تيودور بول.

## 1912 / 69 ت.ب
- 11 أبريل، يصل عبد البهاء إلى مدينة نيويورك في زيارته لأمريكا الشمالية. انظر رحلات عبد البهاء إلى الغرب.
- عبد البهاء يكرس حجر الأساس الذي أحضرته نيتي توبين لبيت العبادة البهائي المخطط له في أمريكا الشمالية في ويلميت، إلينوي.
- 5 ديسمبر، أبحر عبد البهاء بعيدًا عن أمريكا الشمالية، عائدًا إلى أوروبا.

## 1916 / 73 ت.ب
- يكتب عبد البهاء الألواح الثمانية الأولى من الألواح الأربعة عشر للخطة الإلهية.

## 1917 / 74 ت.ب
- يكتب عبد البهاء ستة ألواح أخرى من الخطة الإلهية.

## 1918 / 75 ت.ب
- في 19 سبتمبر، تعرض عبد البهاء للتهديد بالقتل قبل تدمير الجيش العثماني في معركة مجدو.[19]

## 1920 / 76 ت.ب
- 27 أبريل، تم منح عبد البهاء لقب فارس من قبل الإمبراطورية البريطانية تقديراً لعمله الإنساني خلال الحرب العالمية الأولى.

## 1921 / 77 ت.ب
- 28 نوفمبر، توفي عبد البهاء في حيفا وعين شوقي أفندي وصيًا عليه في وصيته.

## 1932
- 15 يوليو وفاة ابنة حضرة بهاءالله بهية خانم.

## 1935
- قام شوقي أفندي بترجمة مقتطفات من كتابات بهاءالله من الفارسية والعربية إلى الإنجليزية.

## 1937
- وفاة ميرزا محمد علي، الذي وصفه حضرة عبد البهاء بأنه منتهك العهد.
- شوقي أفندي يطلق "الخطة الإلهية" لنشر الدين البهائي في جميع أنحاء العالم.
- يتزوج شوقي أفندي من ماري ماكسويل، المعروفة فيما بعد باسم روحية خانوم، ابنة أحد البهائيين الكنديين البارزين.

## 1944 م / 101 ت.ب
- أصدر شوقي أفندي كتاب مر الله بمناسبة [الإنجليزية] الذكرى المئوية للرسالة البهائية التي بدأت بإعلان حضرة الباب في عام 1844 م / 1 ت.ب.

## 1951
- هناك إحدى عشر جمعية روحية وطنية عاملة في العالم.
- 32 " أيدي أمر الله " الإضافية يتم تعيينها من قبل شوقي أفندي.
- المجلس البهائي الدولي، أول هيئة بهائية متعددة الجنسيات، يتم تعيينه من قبل شوقي أفندي.

## 1953
- شوقي أفندي يطلق حملة العشر سنوات.
- تم افتتاح بيت العبادة البهائي في أمريكا الشمالية في مدينة ويلميت بولاية إلينوي.
- تم الانتهاء من بناء الهيكل العلوي لضريح الباب.

## 1957
- 4 نوفمبر، توفي شوقي أفندي دون أن يترك أبناءً ودون أن يعين خليفة له. يتولى 27 من أيدي القضية الدور المؤقت لـ "رئيس الإيمان" مع خطط لإكمال الحملة العشرية وانتخاب بيت العدل الأعظم.

## 1960
- يد القضية ماسون ريمي يدعي أنه خليفة أفندي الوصي. إن الأيدي الحية الأخرى للقضية وكل المجتمع البهائي تقريبًا يرفضون ادعائه.

## 1963
- انتهت موجة الاضطهاد للبهائيين في المغرب في منتصف أبريل/نيسان بعفو ملكي عن أحكام الإعدام الصادرة بحق البهائيين في المغرب بعد أشهر من التغطية الصحفية الدبلوماسية.[20] والتغطية التلفزيونية في الولايات المتحدة.[21]
- في الحادي والعشرين من أبريل، انعقد المؤتمر البهائي العالمي الأول في لندن. وانتخب ممثلو 56 محفلًا روحيًا وطنيًا مجتمعين في حيفا أول بيت عدل عالمي، تزامنًا مع نهاية حملة السنوات العشر والذكرى المئوية لإعلان حضرة بهاء الله في حديقة الرضوان.[22][23]

## 1968
- الانتخابات الثانية لبيت العدل الأعظم

## 1973
- الانتخابات الثالثة لبيت العدل الأعظم

## 1978
- الانتخابات الرابعة لبيت العدل الأعظم

## 1979
- الثورة الإسلامية في إيران تبدأ حملة اضطهاد البهائيين التي استمرت أجيالاً، مما أدى إلى مقتل أكثر من 200 شخص بحلول عام 2006.

## 1983
- في 31 يناير/كانون الثاني، يتخذ بيت العدل الأعظم مقره الدائم على سفوح جبل الكرمل.
- الانتخابات الخامسة لبيت العدل الأعظم

## 1985
- أكتوبر، ينشر بيت العدل الأعظم وعد السلام العالمي

## 1986
- 24 ديسمبر، تم افتتاح بيت العبادة البهائي الهندي (المعروف أيضًا باسم "معبد اللوتس").

## 1987
- الانتخابات السادسة لبيت العدل الأعظم

## 1992
- 21 أبريل يبدأ العام المقدس بمناسبة الذكرى المئوية لوفاة حضرة بهاءالله.
- في الفترة من 22 إلى 26 نوفمبر، يقام المؤتمر البهائي العالمي الثاني في نيويورك.
- وصل معهد روحي إلى مرحلة مهمة في التطور كمنظمة رسمية، على الرغم من أن جهوده كانت تتطور منذ سبعينيات القرن العشرين من خلال مؤسسة فوندايك.

## 1993 م / 150 ت.ب
- 21 مارس، تم إصدار كتاب الأقدس باللغة الإنجليزية مع الملاحظات والأسئلة والأجوبة والمواد التكميلية والملخص والتدوين. (١ بهاء ١٥٠ ب)
- الانتخابات السابعة لبيت العدل الأعظم

## 1998
- الانتخابات الثامنة لبيت العدل الأعظم

## 2000
- 19 يناير، توفيت روحيه خانوم، ممثلةً آخر بقايا عائلة بهاء الله التي ظلت مخلصة لشوقي أفندي وبيت العدل الأعظم.

## 2001
- تم الانتهاء من بناء المدرجات على جبل الكرمل المحيطة بضريح الباب والقوس.
- هناك 182 جمعية روحية وطنية تمثل معظم بلدان العالم (انظر إحصائيات البهائية العالمية)

## 2003
- الانتخابات التاسعة لبيت العدل الأعظم

## 2006
- 20 مارس/آذار: نشر المقرر الخاص للأمم المتحدة وثائق حكومية عن الثورة الإسلامية الإيرانية. تشير رابطة مكافحة التشهير إلى أن هذه السياسات الحكومية تمثل خطوات نحو قوانين من نوع نورمبرغ (انظر أنشطة مراقبة البهائيين)
- أصدرت المحكمة الدستورية العليا في 16 ديسمبر حكما ضد البهائيين، وهو الحدث الرئيسي في الجدل الدائر حول بطاقات الهوية المصرية.

## 2008
- أعلن بيت العدل الأعظم في شهر أكتوبر/تشرين الأول عن انعقاد سلسلة من 41 مؤتمراً إقليمياً حول العالم، والتي انتهت بحلول شهر مارس/آذار 2009.[24]
- الانتخابات العاشرة لبيت العدل الأعظم

## 2013
- الانتخابات الحادية عشرة لبيت العدل الأعظم

## للقراءة الإضافية
- Chronology of Persecutions of Babis and Baha'is compiled by Jonah Winters, 1998

## الاستشهادات
1. ↑  Nabíl-i-Zarandí 1932، صفحات 2–19.
2. ↑  Afnan & Rabbani 2008، صفحات 20–22.
3. ↑  Cameron & Momen 1996، صفحة 19.
4. ↑  Momen 1999.
5. 1 2  Perkins 1987، صفحة 212.
6. ↑  Amanat 1989، صفحة 324.
7. ↑  Baháʼí Library Online 2010.
8. ↑  "American Oriental Society". The Literary World. New Haven, CT.: American Oriental Society: 470. 14 يونيو 1851 [Feb 18, 1851]. بروكويست 90101699. {{استشهاد بدورية محكمة}}: templatestyles stripmarker في |المعرف= في مكان 1 (مساعدة)(التسجيل مطلوب)
9. ↑  "A new Prophet" (PDF). Green Mountain Freeman. Montpelier, Vermont. ج. 8 رقم  26. 26 يونيو 1851. ص. 1 (5th col mid, 6th col top). مؤرشف من الأصل (PDF) في 2017-05-06. اطلع عليه بتاريخ 2015-03-12.
10. 1 2 3  Momen، Moojan (1981)، The Babi and Baha'i Religions, 1844-1944: Some Contemporary Western Accounts، Oxford, England: George Ronald، ISBN:0-85398-102-7، مؤرشف من الأصل في 2023-08-21
11. ↑  The Attempted Assassination of Nasir al Din Shah in 1852: Millennialism and violence, by موجان مومن, 2011 نسخة محفوظة 2024-12-04 على موقع واي باك مشين.
12. ↑  The Attempted Assassination of Nasir al Din Shah in 1852: Millennialism and Violence, by موجان مومن, 2011 نسخة محفوظة 2025-03-06 على موقع واي باك مشين.
13. ↑  Momen، Moojan (أغسطس 2008). "Millennialism and Violence: The Attempted Assassination of Nasir al-Din Shah of Iran by the Babis in 1852". Nova Religio: The Journal of Alternative and Emergent Religions. ج. 12 ع. 1: 57–82. DOI:10.1525/nr.2008.12.1.57. JSTOR:10.1525/nr.2008.12.1.57.
14. ↑  Henry Aaron Stern (1854). Dawnings of light in the East. Purday. ص. 261–262.
15. ↑  lady Mary Leonora Woulfe Sheil؛ Sir Justin Sheil (1856). Glimpses of Life and Manners in Persia. J. Murray. ص. 176–81, 273–82.
16. ↑  Stauffer 1997.
17. ↑  Shoghi Effendi 1944، صفحات 194–5.
18. ↑  Hainsworth nd.
19. ↑  Lambden 1999.
20. ↑  The Harvard Crimson 1963.
21. ↑  Rutstein 2008.
22. ↑  Francis 2004.
23. ↑  Smith 1999، صفحات 109–110.
24. ↑  Baháʼí International Community 2009.

## وصلات خارجية
- Baháʼí Library: Chronology of the Bábí and Baháʼí Faiths and related history
- Visual overview of the Baha'i Cycle, Era, Ages, Epochs and Plans
- Bibliography for the Tablets of Baha'u'llah: List of citations and resources for Tablets revealed 1853-1863
- Newspaper Collections and the Bahá'í Faith